# Stalwarts

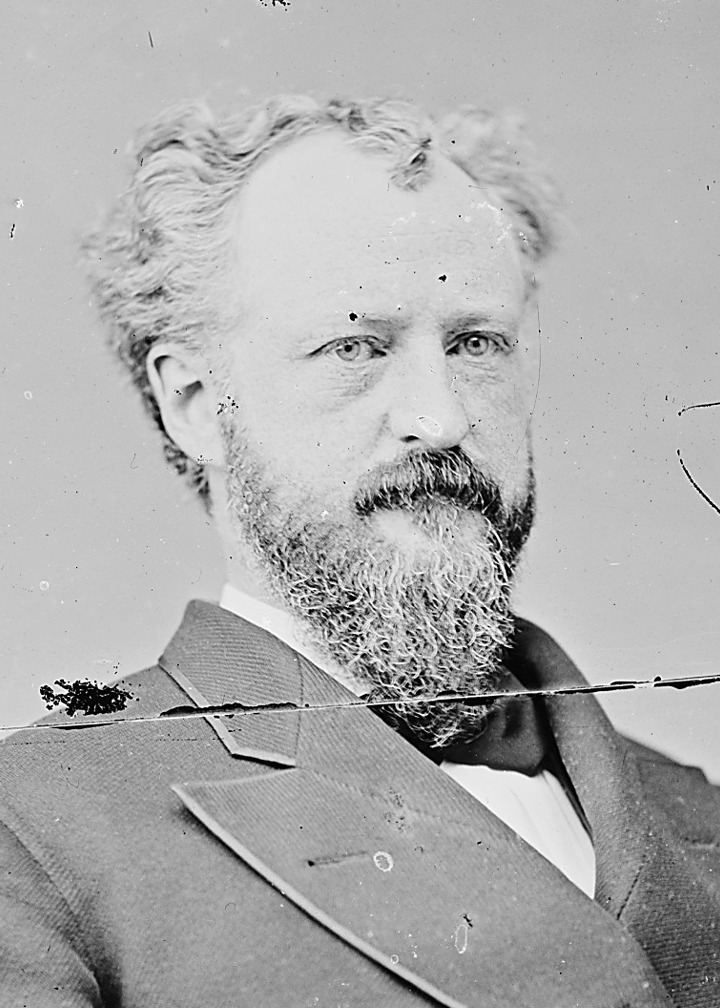
Roscoe Conkling (zwischen 1860 und 1865)

Die Stalwarts („die Unentwegten, die treuen Anhänger“) waren eine Faktion innerhalb der Republikaner, die von der Reconstruction-Ära bis 1890 die Politik der Vereinigten Staaten beeinflusste.
Bekannte Mitglieder dieser Gruppierung waren als führende Köpfe Roscoe Conkling und Thomas C. Platt, aber auch Simon Cameron und Chester A. Arthur. Die Gruppe stand ab Ende der 1870er Jahre den für Reformen offeneren Half-Breeds („Mischlingen, Halbblütern“) entgegen. Diese Faktionen unterschieden sich weniger in inhaltlichen Fragen als in ihrer Haltung zu Seilschaften und Patronagenetzwerken innerhalb des Spoilssystems, demzufolge der Wahlsieger die Stellen im öffentlichen Dienst mit seinen Anhängern besetzte. Im traditionellen Geschichtsbild wird der Streit zwischen den beiden Faktionen auf die persönliche Feindschaft zwischen Conkling und James G. Blaine zurückgeführt. Historiker der jüngeren Vergangenheit stellen diese Interpretation als zu vereinfachend und unpräzise in Frage.
Conkling schuf in seinem Bundesstaat New York eine Parteimaschinerie, für die die Zollbehörde im New Yorker Hafen eine herausragende Bedeutung hatte. Arthur, der ehemalige Leiter dieser Behörde, wurde 1881 Vizepräsident unter James A. Garfield und nach dessen Ermordung amerikanischer Präsident. In diesem Amt folgte er trotz seiner Vergangenheit bei den Stalwarts Garfields Reformansätzen, die er als ein Vermächtnis ansah, und sorgte für die Verabschiedung des Pendleton Acts. Dabei handelte es sich um eine Verwaltungsreform, welche die „vetternwirtschaftliche“ Ämtervergabe im Rahmen des Spoils-Systems verhindern und fachliche Kompetenz zum entscheidenden Einstellungskriterium machen sollte.

## Begriffsherkunft und -entwicklung
Erstmalig wurde der Begriff Stalwart (engl. „die Unentwegten, die treuen Anhänger“) als Adjektiv von Roscoe Conkling verwendet, um damit die Republikaner zu bezeichnen, die in den Jahren nach dem Sezessionskrieg an der Reconstruction, die die Wiedereingliederung der ehemals konföderierten Bundesstaaten in die Union zum Ziel hatte, und der damit zusammenhängenden militärischen Besetzung der Südstaaten festhielten. Bis 1880 hatte der Begriff einen Bedeutungswandel erfahren und wurde nun von Conklings Gegnern als Substantiv für dessen Parteiflügel verwendet. Als einheitlicher Block traten die Stalwarts insbesondere auf dem Nominierungsparteitag für die Präsidentschaftswahl 1880 auf, als sie sich vergeblich für eine dritte Amtszeit von Ex-Präsident Ulysses S. Grant einsetzten.
Die spöttische Bezeichnung Half-Breed (engl. „Mischlingen, Halbblütern“) fand seit den 1840er Jahren periodisch Anwendung auf politische Außenseiter und Rebellen. So zum Beispiel auf Republikaner, die Präsident Grant ablehnten. Ab dem Jahr 1881 wurde die Bezeichnung in New York anlässlich einer Wahl für den Senat spezifisch auf republikanische Gegner von Conkling und seiner Parteimaschinerie gemünzt; dieser Bedeutungsinhalt breitete sich anschließend landesweit aus. Bereits im Jahr 1884 trug die New York Tribune die Begriffe Stalwarts und Half-Breeds als obsolet zu Grabe. Laut Richard E. Welch, Jr. konstruierten erst spätere Historiker die zwei stabilen Parteiflügel, die sich unter Führung von James G. Blaine und Conkling bekämpften.
Wie Welch, Jr. sieht auch der Historiker Allan Peskin die Interpretation der Auseinandersetzung zwischen Stalwarts und Half-Breeds als einen primär persönlichen Konflikt als zu einfach und unpräzise an, vor allem die Rolle der Half-Breeds betreffend. So hätten die Half-Breeds, zu denen als ursprüngliche Vertreter Rutherford B. Hayes und George Frisbie Hoar zu rechnen seien, nie als einheitlicher Block agiert und sich erst Ende der 1870er Jahre als eine neue Faktion in Washington, D.C. etabliert. Einige Historiker verorten Blaine sogar im Lager der Stalwarts beziehungsweise erst später als Half-Breed.

## Geschichte

### Fehde zwischen Conkling und Blaine
Der Konflikt zwischen Stalwarts und Half-Breeds bestimmte laut dem Autor Kenneth D. Ackerman über zwei Jahrzehnte die amerikanische Politik. Laut traditioneller Lehrmeinung gründete dieser Streit weniger in einem inhaltlichen als vielmehr einem persönlichen Konflikt zwischen Conkling und Blaine. Das auslösende Moment für die Fehde zwischen Conkling und Blaine war eine Debatte über ein Militärgesetz im Repräsentantenhaus im April 1866, bei der es unter anderem um die Position des Provost Marshal General ging, dem die militärische Strafgerichtsbarkeit unterstellt war. Diese Behörde war im Sezessionskrieg in den Nordstaaten eingerichtet worden, um für die Unionsarmee die Einberufung der Wehrpflichtigen durchzusetzen. Conkling, der während des Bürgerkriegs in New York in der Strafverfolgung von Betrug im Rekrutierungsprozess tätig gewesen war, brachte aus dieser Zeit eine starke Abneigung gegen den amtierenden Provost Marshal General James B. Fry mit, weshalb er sich im Kongress für eine Auflösung dieser Behörde aussprach und gegen sie schwere Vorwürfe erhob, wie zum Beispiel die Veruntreuung von Bundesmitteln.
Blaine, der am Entwurf des Militärgesetzes mitgewirkt hatte und wie Conkling als der kommende Mann in der Partei galt, erhob gegen die persönlichen Angriffe Conklings auf Fry Einspruch. Daraus entspann sich im Repräsentantenhaus ein heftiges Wortgefecht zwischen den beiden Abgeordneten, das nationales Aufsehen erregte, weil es selbst für die damaligen ruppigen Maßstäbe der Debattenkultur im Kongress von außergewöhnlicher Intensität war. Eine Woche später kam es wieder vor allen Abgeordneten zum Streit zwischen ihnen, wobei Blaine Conkling so stark und direkt beleidigte, dass es dafür laut dem Historiker Kenneth D. Ackermann in der Geschichte des Repräsentantenhauses keinen anderen Fall gibt. Zwischen den beiden kam es danach niemals zu einer Verständigung.

### Blüte unter Präsident Grant

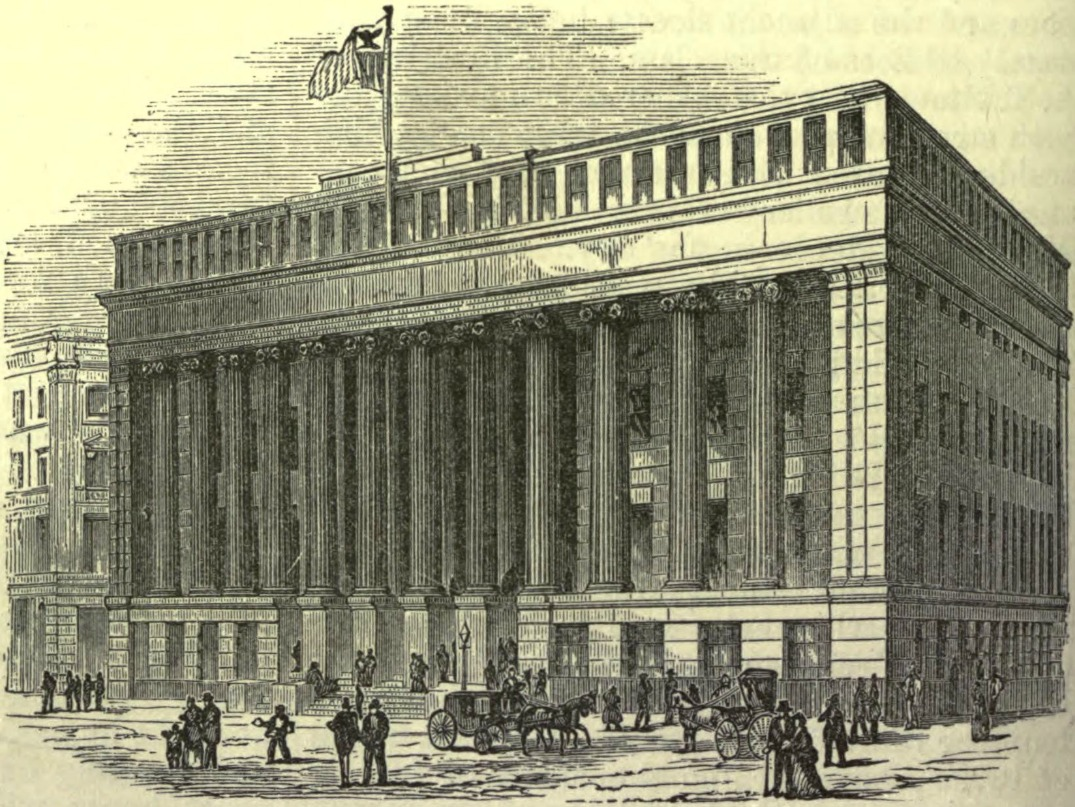
New Yorker Zollbehörde (1879)

In den beiden folgenden Jahren trennten sich die Wege von Conkling und Blaine. Während Blaine zum führenden Republikaner im Repräsentantenhaus und dessen Sprecher sowie 1876 als Präsidentschaftskandidat gehandelt wurde, stieg Conkling zum wichtigsten Senator und Unterstützer von Präsident Grant auf. In New York City baute Conkling, der ein Realpolitiker und ein großes Organisationstalent war, in Gegnerschaft zur demokratisch kontrollierten politischen Seilschaft Tammany Hall eine Parteimaschine auf, die ihr Zentrum in der Zollbehörde des Hafens (New York Custom House) hatte. Dort verschaffte er hunderten seiner Anhänger eine Anstellung, unter ihnen der spätere Präsident Chester A. Arthur. Das New York Custom House, also die Zollbehörde New Yorks, war von enormer Bedeutung für die amerikanischen Staatseinnahmen, denn dort fielen 75 % der jährlichen Zolleinnahmen an. Der Behördenleiter erhielt ein höheres Salär als der amerikanische Vizepräsident der Vereinigten Staaten oder ein Bundes-Senator.
Wichtige Privatunternehmen für die Parteimaschinerie der Stalwarts waren die Finanzmakler Morton, Bliss and Company, neben der New Yorker Zollbehörde das wichtigste Patronagenetzwerk dieser Faktion, und U.S. Express, wo Thomas C. Platt bis 1879 zum Unternehmenschef aufstieg. Levi P. Morton blieb ein loyaler Stalwart, auch nach ihrem Niedergang und der Etablierung einer eigenen Basis innerhalb der New Yorker Republikaner. Diese Unternehmen dienten nicht nur für die Geldbeschaffung der Faktion, sondern auch, um Konflikte zwischen politischen Rivalen zu moderieren. Die Akkumulation von Kapital war für die Stalwarts letztendlich nicht nur ein Mittel, um sich selbst und ihre Verbündeten zu bereichern, sondern auch eine Strategie, um Koalitionen zu bilden und aufrechtzuerhalten. Die vor allem von Conkling zum Leben erweckte Idee der Verschränkung von Parteiorganisation mit Privatunternehmen, um Wahlkämpfe zu finanzieren oder Patronage auszuüben, ging auf William H. Seward und die Zeit vor dem Bürgerkrieg zurück. Entsprechend verglich Conkling in seinen Reden Parteiführer mit Aktieninhabern und die Gewinne aus dem Spoilssystem mit Dividenden. Er sah in diesem Zusammenhang persönliche Bereicherung von Politikern als unproblematisch an, solange die Partei und der Staat davon profitierten.
Während Grants Präsidentschaft dominierten die Stalwarts vor allem in den 1870er Jahren Kongress und Partei. In New York bestimmten sie von 1871 bis 1881 die Politik des Bundesstaates. Sie nahmen in ihre Reihen den Großteil der radikalen Republikaner auf, die sich zu Beginn des Jahrzehnts als eigenständige Faktion auflösten. Neben Conkling etablierten sich als einflussreichste Stalwarts die Senatoren Simon Cameron und später sein Sohn James Donald, Zachariah Chandler, Oliver Morton und John A. Logan, die aus den Mittelatlantikstaaten und dem Mittleren Westen kamen. Gemeinsam war ihnen keine bestimmte politische Philosophie, sondern die Überzeugung, dass das beste Mittel zum Erhalt und Bewahren politischer Macht der Aufbau von einer Parteimaschinerie und Ämterpatronage seien. Mit dieser Organisation auf bundesstaatlicher Ebene sicherten sie sich dann Sitze im Senat. Dort wiederum konnten sie Einfluss auf die Stellenbesetzungen beziehungsweise das Spoilssystem auf Bundesebene nehmen. Im Rahmen des Spoilssystems besetzte der Wahlsieger die Dienstposten in der Verwaltung mit seinen Anhängern. Präsident Grant erwies sich in dieser Hinsicht durch die Stalwarts als leicht beeinflussbar. Dies ging so weit, dass viele die Ämterpatronage und Parteimaschinerien der Stalwarts mit Grant identifizierten. Laut dem Politikwissenschaftler Broxmeyer steht Grants Biographie vom Aufstieg aus ärmlichen Verhältnissen zum Präsidenten und dem Wiederabstieg nach hohen Vermögensverlusten geradezu sinnbildlich für den Werdegang einer ganzen politischen Generation New Yorker Stalwarts.
Das bildete ein wichtiges Motiv für die Abspaltung der Liberal Republican Party von den Republikanern vor der Präsidentschaftswahl des Jahres 1872. Die Anhänger dieser Partei, zu denen unter anderem Lyman Trumbull und Charles Francis Adams, Sr. gehörten und deren wichtigste Führungsfiguren Carl Schurz und Horace Greeley waren, einte ihre Abneigung gegen Grant und die Stalwarts. Beiden warfen sie Nepotismus und moralische Korrumpiertheit vor, die sich neben Affären wie um Jay Gould ihrer Meinung nach vor allem in der Institution des Spoilssystems und der Ämterpatronage zeigte. Trotz einer gemeinsamen Wahlplattform mit den Demokraten unterlagen die Liberal Republicans mit ihrem Spitzenkandidaten Greeley schließlich ihrer Mutterpartei bei den Präsidentschaftswahlen.

### Konflikt mit Präsident Hayes
Im Jahr 1876 verhinderte Conkling auf der Republican National Convention, also dem Nominierungsparteitag der Republikaner, die Präsidentschaftskandidatur von Blaine, indem die von ihm kontrollierten Delegierten für Hayes stimmten. Dabei zeigten sich die Stalwarts in der Taktiererei auf dem Parteitag und auch danach im Wahlkampf besonders erfindungsreich. Aufgrund der Wirtschaftskrise von 1873, der vielen Skandale um Grant und sein Kabinett und des Weggangs eines Großteils der Liberal Republicans rechneten 1876 viele Beobachter mit einem Wahlerfolg der Demokraten, aber unterschätzten die Fähigkeiten der Stalwarts. Eine Schlüsselfunktion dies betreffend nahm Chandler ein, der Vorsitzende des Republican National Committee, das die Spendeneinnahmen der Partei organisierte. Irritiert von den moralischen Vorbehalten von Hayes, was die Annahme und den Gebrauch von Spendengeldern anging, zeigte er hier für einen Stalwart typisch weniger Hemmungen. In den Südstaaten nahm er Geld in die Hand, um über Gewährsleute die Stimmabgabe und vollständige -auszählung zu gewährleisten, so dass die Voten der Afroamerikaner berücksichtigt wurden. Gemeinsam mit William E. Chandler versuchte er mit allen möglichen Mitteln die Wahlvorstände in Florida, South Carolina und Louisiana, wo der Demokrat Samuel J. Tilden nach der Erstauszählung einen knappen Vorsprung hatte, davon zu überzeugen, Hayes zum Sieger zu erklären. Dazu wurde ihnen Schutz aber auch Dienstposten in den Nordstaaten oder im Westen angeboten. Letztendlich hatten sie damit Erfolg, weil in allen drei Bundesstaaten der Wahlvorstand die Auszählungen einiger Countys nicht akzeptierte, weil dort Afroamerikaner und Republikaner an der Stimmabgabe gehindert worden seien.
Als Präsident Hayes vor dem Hintergrund des umstrittenen Ausgangs der Präsidentschaftswahl von 1876 und des Kompromisses von 1877 um die Südstaaten-Demokraten warb und mit seiner Verwaltungsreform die Parteimaschinerie insbesondere der New Yorker Stalwarts bedrohte, sahen diese sich in ihrer Existenz bedroht, weswegen sie sich hinter Ex-Präsident Grant stellten, in dessen Regierungszeit sie floriert hatten, und sich für eine dritte Amtszeit von ihm starkmachten. Hayes beabsichtigte nämlich die Parteimaschinerien aus dem öffentlichen Dienst zu entfernen und die Personalauswahl anhand der Eignung und Qualifikation des Bewerbers durchzuführen, wodurch nicht zuletzt die Leistungsfähigkeit der Verwaltung erhöht werden und die Loyalität des Beamten dessen Dienstgeber und nicht dem Patronagenetzwerk gelten sollte.
Unter anderem ordnete Hayes im Juli 1878 die Entlassung von Arthur als Leiter der New Yorker Zollbehörde an. Die Stalwarts begegneten dem Präsidenten ob seiner Reformbemühungen fürderhin mit Verachtung. Wenn Conkling, Logan und Cameron über ihn sprachen, verballhornten sie das Formale His Excellency („Seine Exzellenz“) zu Fraudulency (Fraud bedeutet übersetzt „Betrug“ oder „Betrüger“).
Während Hayes’ Präsidentschaft formierten sich die Half-Breeds, die sich zwischen 1878 und 1890 eindeutig als eine Faktion innerhalb der Republikaner identifizieren lassen. In ihren ersten Konflikten mit den Stalwarts, zu denen laut dem Historiker Richard E. Welch, Jr. in dieser Phase noch der Blaine-Flügel zu zählen ist, ging es um Präsident Hayes. Bis zum Jahresende 1879 hatten sich die Half-Breeds fest dazu entschlossen, die Dominanz der Stalwarts in der Partei zu brechen und eine Präsidentschaftskandidatur von Grant im nächsten Jahr zu verhindern.

### Allmählicher Bedeutungsverlust
Auf dem Nominierungsparteitag 1880 in Chicago wurde der Kampf zwischen dem Conkling- und dem Blaine-Lager schließlich am offensichtlichsten und entbrannte über die Kandidatur von Ex-Präsident Grant. Am Ende triumphierten die Half-Breeds über die Stalwarts um Grant und setzten die Nominierung von James A. Garfield durch. Als Zugeständnis an die Stalwarts wurde Arthur als Garfields Running Mate auserkoren. Allerdings stellte es eigentlich eine weitere Demütigung dieser Faktion dar, denn Conkling hatte mit Verachtung auf das Friedensangebot reagiert und Arthur vergeblich von einer Kandidatur als Vizepräsident abgeraten.
Nach der National Convention von 1880 schwand nach Ansicht des Historikers Peskin der Einfluss beider Flügel allmählich; in der ersten Jahreshälfte 1881 traten sowohl Conkling als auch Platt im Streit mit dem neuen Präsidenten als Senatoren zurück. Conkling, der nach seinem Rücktritt eine Vielzahl seiner politischen Beziehungen abrupt beendete, darunter auch diejenige zu Arthur, wurde als Stalwart-Führer zudem von Platt abgelöst. Danach betätigte er sich als führender Lobbyist des Unternehmers Jay Gould und verhinderte für ihn die Wiederwahl von Alonzo B. Cornell als Gouverneur von New York. Damit ermöglichte er die Wahl des Demokraten und späteren Präsidenten Grover Cleveland zum Gouverneur. Auch die politischen Karrieren anderer bedeutender Stalwarts endeten nach dem Amtsantritt von Garfield. Der Historiker Richard E. Welch, Jr. kommt zu einer anderen Einschätzung als Peskin, denn nach ihm trifft der politische Bedeutungsverlust nur auf die Stalwarts zu, denn die Half-Breeds entwickelten sich unter dem 1880 neu hinzugestoßenen Blaine zur treibenden Kraft innerhalb der Partei, die nun immer mehr mit den Interessen der Industriellen und Unternehmer identifiziert wurde.
Im Juli 1881 verübte Charles J. Guiteau ein Attentat auf Präsident Garfield, an dessen Folgen dieser letztlich starb. Guiteau hatte im Jahr zuvor Wahlkampf für Garfield gemacht, sich dann aber erfolglos um eine Anstellung in dessen Administration beworben. Bei seiner unmittelbar auf das Attentat folgenden Festnahme sagte er: „I am a Stalwart and Arthur will be President“ („Ich bin ein Stalwart und Arthur wird Präsident“). In der Öffentlichkeit wendete sich die Stimmung daraufhin gegen die Stalwarts und insbesondere Conkling, der zu Garfield ein feindseliges Verhältnis hatte. In den Tagen nach dem Attentat erhielten er und auch Arthur wegen zahlreicher Drohbriefe Polizeischutz.
Als Vizepräsident Arthur im September 1881 dem ermordeten Garfield ins Weiße Haus folgte, gab es für kurze Zeit Hoffnungen bei den Stalwarts auf einen Bedeutungszuwachs. Zwar fielen für sie im Spoilssystem des neuen Amtsinhabers Dienstposten ab und Blaine trat als Außenminister drei Monate später zurück, aber die Ämterpatronage blieb beschränkt und der neue Secretary of State Frederick T. Frelinghuysen gehörte nicht dem Conkling-Lager an. Insgesamt spielte Arthur nicht die ihm zugedachte Rolle einer Marionette der Stalwarts, was deren Niedergang besiegelte. Zwischen ihm und seinem politischen Mentor und engen Freund Conkling kam es zudem nur wenige Wochen nach dem Tod Garfields zum Bruch. Dabei ging es um die Personalie William H. Robertson, einen New Yorker Republikaner, der auf der National Convention 1880 gegen Grant gestimmt hatte. Der ermordete Präsident hatte ihn gegen den erbitterten Widerstand der Stalwarts als Leiter der New Yorker Zollbehörde durchgesetzt. An den Manövern gegen das Weiße Haus im Kongress hatte sich auch der damalige Vizepräsident Arthur beteiligt. Dennoch weigerte er sich nun, Conklings Aufforderung nach einer Entlassung Robertsons nachzukommen, denn er fühlte sich der Politik seines Vorgängers verpflichtet und die Öffentlichkeit war infolge des tragischen Todes von Garfield den Machtansprüchen Conklings und seiner Stalwarts überdrüssig geworden.
Ein weiterer Rückschlag für die Stalwarts war, dass Arthur 1883 mit dem von George H. Pendleton in den Kongress eingebrachten Pendleton Act eine Verwaltungsreform durchsetzte, die die Parteimaschinerien aus dem öffentlichen Dienst verbannte. Ihre letzte entscheidende Auswirkung entfalteten die Stalwarts bei der Präsidentschaftswahl 1884, indem sie in New York gegen den Präsidentschaftskandidaten Blaine stimmten oder der Wahl fernblieben, womit sie dem Demokraten Cleveland den Einzug in das Weiße Haus ermöglichten. Blaine hatte zuvor auf der National Convention den amtierenden Präsidenten Arthur bei der Nominierung ausgestochen. Nach der Präsidentschaftswahl 1884 kontrollierten die Stalwarts noch die Parteimaschinerie in einigen Bundesstaaten, traten aber nicht mehr als ein bestimmender Faktor auf nationaler Ebene in Erscheinung. So konnten sie 1884 in der New York State Legislature nicht die Wahl von William M. Evarts, der den Half-Breeds nahestand, zum neuen Senator im 49. Kongress verhindern. Damit wurde klar, dass die Stalwarts zwar Blaine als Präsidenten verhindert hatten, aber die Kontrolle über die Partei nunmehr in den Händen ihrer Gegner lag.

## Programmatik und Wählerschaft
Auf Grundlage der 306 Stalwarts, die auf der Republican National Convention 1880 bis zuletzt für Grant als Präsidentschaftskandidaten gestimmt hatten, fertigte der Historiker Allan Peskin im Jahr 1984 ein Profil dieser Faktion an. Hier zeigte sich, dass das Spoilssystem schwerlich ein Motiv für das Abstimmungsverhalten der Stalwarts und Half-Breeds gewesen sein konnte, denn der Sieger Garfield besetzte später als Präsident Dienstposten mit Delegierten aus beiden Lagern. Außerdem verschaffte er bis zu seinem Tod insgesamt nur 21 von über 750 Delegierten der Convention eine öffentliche Anstellung. Am auffälligsten sind die Unterschiede zwischen Stalwarts und Half-Breeds bei der regionalen Verteilung. Über 90 % der Stimmen für Grant auf dem Nominierungsparteitag kamen aus den früheren Sklavenstaaten sowie New York, Pennsylvania und Illinois, wobei beide letztere Bundesstaaten die Heimat der prominenten Stalwarts John A. Logan und James Donald Cameron waren. Aus den traditionellen Hochburgen der Republikaner Neuengland und dem ehemaligen Nordwestterritorium konnte das Conkling-Lager nur äußerst wenige Delegierte rekrutieren. Nur vier der Bundesstaaten, die auf dem Nominierungsparteitag für Grant gestimmt hatten, gingen bei der späteren Präsidentschaftswahl an die Republikaner.
Eine ähnliche Disparität zwischen Stimmgewicht in der Partei und an der Wahlurne zeigte sich im Kongress. So entsandten von den 133 republikanischen Wahlbezirken des 46. Kongresses nur ein Drittel mindestens einen Stalwart auf die Republican National Convention von 1880. Die Stalwarts waren also eher in Gegenden stark, die von Demokraten beherrscht wurden, weshalb ihre Gegner eher repräsentativ für die Partei waren. Entsprechend schickten 80 % der republikanischen Kongresswahlbezirke Half-Breeds und andere Gegner der Stalwarts auf den Nominierungsparteitag.
Die weitere Datenauswertung zeigte, dass Stalwarts und Half-Breeds auf dem Nominierungsparteitag das gleiche Durchschnittsalter hatten, aber tendenziell bei den letzteren die Wahl in den Kongress noch bevorstand, während sie bei ersteren in der Vergangenheit lag. Bei den Delegierten, die schon zur Zeit der Reconstruction Abgeordnete im Repräsentantenhaus waren, lag im Falle der Stalwarts das Abstimmverhalten näher an dem der radikalen Republikaner als es bei den Half-Breeds der Fall war, die eher gemäßigt bis konservativ votiert hatten. Im Bildungsstand zeigte sich bei beiden Gruppen kein signifikanter Unterschied, wenn die regionalen Besonderheiten wie zum Beispiel die höhere Akademisierungsrate in Neuengland herausgerechnet wurden. Hinsichtlich der Herkunft offenbarten die Daten, dass Stalwarts eher aus Großstädten stammten als ihre Gegner. So stammten knapp 10 % der Delegierten des Conkling-Flügels aus den vier größten Metropolen des Landes, nämlich New York, Brooklyn, Philadelphia und Chicago. Insgesamt waren die Hochburgen der Stalwarts also die Großstädte in den Nordstaaten sowie die Sklavenstaaten als Ganzes und somit die Regionen, in denen seit Thomas Jefferson und Aaron Burr die Demokratischen-Republikaner beziehungsweise Demokraten ihre Stammwählerschaft hatten. Peskin schließt daraus, dass die Stalwarts vor allem durch die Konkurrenz mit den Demokraten in deren Hochburgen geprägt wurden.
Aufgrund dieser Konkurrenz mit den Demokraten sahen sie sich mit größeren Herausforderungen konfrontiert als die anderen Faktionen innerhalb der Republikaner; dies war vor allem ab Mitte der 1870er Jahre der Fall und ging mit bedeutenden Stimmverlusten einher. In den Großstädten im Norden machten die Stalwarts Avancen an die demokratischen Wählergruppen, indem sie sich von Zeit zu Zeit gegen Monopole aussprachen. Bei den Demokraten war dies seit den Tagen von Andrew Jackson eine Kernbotschaft. Im Süden dagegen, wo die Frage nach dem Umgang mit den Afroamerikanern und der damit zusammenhängende Rassismus alles überschattete, konnten die Stalwarts keine Annäherung an die Demokraten betreiben, ohne ihre eigene, ohnehin schwächere Position vollends zu untergraben. Daher blieben sie insbesondere dort darauf beschränkt, den größten Teil ihrer Aufmerksamkeit auf die interne Parteiorganisation und -kontrolle zu richten. Damit einher ging eine deutliche Befürwortung des Spoilssystems, auch wenn dies von seinem Wesen her anfällig für Korruption war. Wenn sie sich für die Interessen von Unternehmern einsetzten, geschah dies weniger, um Einfluss auf die Wirtschaft zu bekommen, sondern vielmehr, um ihre politische Macht zu konsolidieren. Von einer klaren Positionierung bei wichtigen Themen wie zum Beispiel der Importzollhöhe nahmen sie anders als ihre parteiinternen Gegner aus diesen Gründen Abstand. Eine Ausnahme davon bildeten politische Fragen der Vergangenheit, an denen sie sich vor allem inhaltlich ausrichteten. Nach Urteil des Republikaners John Sherman zeigte sich Conkling „niemals an etwas anderem interessiert als an persönlichem Antagonismus“ und fokussierte sich auf die Ämterpatronage.
Der Politikwissenschaftler Jeffrey D. Broxmeyer sieht als einen Wesenskern der Stalwarts ihre durch Laissez-faire geprägte Wirtschaftspolitik. In der Geldpolitik traten sie für eine Rückkehr zu Hartgeld und Goldstandard ein, während sie staatliche Sozialpolitik skeptisch betrachteten und dafür eher ihr Patronagenetzwerk einsetzten, womit sie in einer Traditionslinie mit der United States Whig Party liegen.